# Tapada das Mercês
A Tapada das Mercês é uma zona que pertence à freguesia de Algueirão-Mem Martins, serve a localidade das Mercês e é onde se encontra a estação ferroviária das Mercês.
Também abastece a feira das Mercês todos os anos, no mês de Novembro. Esta feira é considerada a mais antiga de Portugal. 
Actualmente, residem na freguesia da Tapada das Mercês 17 mil e 935 habitantes de 23 nacionalidades diferentes, segundo o Centro de Estudos e Desenvolvimento Regional e Urbano (CEDRU ).    
A Tapada abrange uma área de cerca de 100 hectares incluindo uma antiga propriedade que em tempos pertenceu a Marquês de Pombal.     
Em 1972, foi entregue à Câmara Municipal de Sintra uma proposta de urbanização de um bairro com capacidade para 27.500 habitantes tendo esta sido aprovada por despacho governamental em 1974. A construção da linha de caminhos-de-ferro, da respectiva estação e a sua localização em relação a Lisboa, impulsionou o crescimento desta localidade.    
A estrutura demográfica da população residente na Tapada das Mercês traduz-se numa população jovem, visto que, os indivíduos até aos 14 anos de idade representam 43,1% da população e os indivíduos com idade igual ou superior a 65 anos representam apenas 5,3%.    
A grande maioria dos residentes fixou-se após 1995, sendo que 41,2% fixou-se entre 2005 e 2009. 
É na Tapada que se localiza o Agrupamento de Escolas Visconde de Juromenha que inclui a Escola Básica 2,3 Visconde de Juromenha, Escola Básica 1/JI Eduardo Luna Carvalho (antiga Castelinhos) e a Escola Básica 1/JI Tapada das Mercês (Bandeirinhas).